# Jairo Arrieta
Jairo Alberto Arrieta Obando (Nicoya, Guanacaste, Costa Rica, 25 de agosto de 1983), conocido deportivamente como Jairo Arrieta (AFI: 'xajro a'řjeta), es un futbolista costarricense que juega de delantero en Jicaral Sercoba, de la Liga de Ascenso de Costa Rica.

## Trayectoria

### A. D. Guanacasteca
Jairo Arrieta debutó en la Primera División con el equipo de Guanacasteca el 3 de agosto de 2002, en un compromiso frente a Liberia. En esa oportunidad, entró de cambio por Sherman Vásquez al minuto 52'. Jugó dos temporadas y acumuló 54 apariciones y realizó 13 anotaciones.

### Brujas F. C.
Pasó al Brujas a partir de la temporada 2004-05. Disputó dos temporadas y marcó 11 goles en 53 compromisos desarrollados.

### Deportivo Saprissa
En su periodo defendiendo la camiseta saprissista, Jairo se convirtió en el futbolista con más anotaciones en la historia de los torneos cortos de los morados, con 44 en total. Ganó el título de la temporada 2006-07, así como de las campañas de Invierno 2007 y 2008 y los certámenes de Verano 2008 y 2010. En competiciones internacionales, fue subcampeón de la Copa Interclubes Uncaf 2007 y se hizo con el segundo lugar de la Copa de Campeones de la Concacaf 2008.

### Columbus Crew S. C.
El 26 de abril de 2012, el Columbus Crew da por un hecho la incorporación de Jairo en el club.
Debutó en la decimonovena fecha de la Major League Soccer del 14 de julio, como titular con la dorsal «25» contra el Sporting Kansas City en el Mapfre Stadium. Marcó un total de nueve goles en su primera campaña.
El 18 de noviembre de 2014, se confirma que su conjunto ya no contaría con él para la siguiente temporada.

### Orlando City S. C.
El 10 de diciembre de 2014, Jairo encontró nuevo equipo mediante el draft, siendo el sexto escogimiento del Orlando City. No obstante, sin realizar su debut en competición oficial, el 14 de enero de 2015 su conjunto hizo un intercambio con el D.C. United con el motivo de obtener una plaza para otro futbolista internacional.

### D. C. United
En su debut en la Major League Soccer 2015 del 7 de marzo ante el Montreal Impact, Arrieta marcó el gol de la victoria 1-0 al minuto 58'. En la temporada de liga, el delantero alcanzó la cifra de veintiocho presencias y concretó cinco tantos.
El 7 de diciembre de 2015, el club toma la decisión de no renovarle su contrato.

### New York Cosmos
El 14 de enero de 2016, el New York Cosmos de la North American Soccer League adquirió los servicios del atacante. Contabilizó un total de veintiocho apariciones en liga con siete goles marcados. Adicionalmente, tuvo tres participaciones en el certamen de copa. El 13 de noviembre se hizo con el título de liga luego de vencer en penales al Indy Eleven.
Al término de la temporada, el 6 de diciembre de 2016 quedó separado del equipo debido a la suspensión de operaciones del mismo.

### C. S. Herediano
Arrieta regresó a su país tras su paso en el balompié estadounidense, y cuando tenía todo arreglado para firmar con el Cartaginés, el 16 de diciembre de 2016 termina siendo fichado de último momento por el Herediano.
Enfrentó su primer juego con la camiseta rojiamarilla el 8 de enero de 2017, como titular del estratega Hernán Medford en la jornada inaugural del Campeonato de Verano, frente al Pérez Zeledón (victoria 2-0) en el Estadio Rosabal Cordero. Inició su cuota goleadora en la fecha siguiente sobre Belén y finalizó la campaña con quince concreciones, siendo el segundo máximo anotador por detrás de los veintidós que realizó Erick Scott. Dos de sus tantos se dieron en la serie final contra el Deportivo Saprissa, que sirvieron para coronar a su club como campeón.
El 23 de diciembre de 2017, obtiene el subcampeonato del Torneo de Apertura tras perder la final ante el Pérez Zeledón.
El 20 de mayo de 2018, nuevamente se convierte en subcampeón del Torneo de Clausura frente al Deportivo Saprissa, en donde Jairo fue protagonista en la tanda de penales al fallar su lanzamiento.
Ante la falta de oportunidades en el cuadro estelar del entrenador colombiano Jaime de La Pava, el delantero decide finiquitar su contrato en mutuo acuerdo con la directiva florense el 3 de septiembre de 2018.

### Deportivo Saprissa
El 7 de septiembre de 2018, Jairo firma por una temporada en el Deportivo Saprissa, institución a la regresa después de seis años. Hizo su debut el 12 de septiembre, en el duelo contra Grecia en el cual ingresó de cambio al minuto 28' por el lesionado Randy Chirino. El 30 de septiembre, en el juego frente a San Carlos, el atacante falló un penal al minuto 25' y un remate en el que el balón se estrelló en el poste. A pesar de esa situación, supo reponerse mediante un doblete en los minutos iniciales del segundo tiempo, y así acabó una sequía de cinco meses sin marcar. Concluyó el certamen con trece apariciones, aportó dos tantos y sirvió la misma cantidad en asistencias.
Afronta su primer partido del Torneo de Clausura 2019 el 13 de enero, alcanzando la totalidad de los minutos en el empate de local a dos goles contra Limón. Cuatro días después, se destapó con un triplete sobre Carmelita para la victoria por 4-1. La cantidad de tantos conseguida en dicho encuentro le permitió a Jairo alcanzar las cien anotaciones en Primera División. El 2 de febrero, vino desde el banquillo y sentenció el triunfo a domicilio por 0-2 ante San Carlos. El 10 de marzo, de la misma manera entró de cambio para definir la victoria de 0-2 ante Guadalupe, tras aprovechar la mala recepción de un defensor y así asegurar su disparo bien colocado al minuto 82'. El 17 de marzo anota en la victoria 2-1 frente a Herediano. El 22 de mayo se oficializa su salida del club tras no renovar su contrato.

### A. D. San Carlos
El 22 de mayo de 2019, el delantero se convierte en nuevo refuerzo de San Carlos a petición del técnico Luis Marín. Arrieta descartó una oferta del fútbol boliviano y firmó por dos torneos cortos.

### Fútbol Consultants
El 17 de enero de 2021, el delantero vuelve al fútbol de Costa Rica para jugar en el Fútbol Consultants Desamparados de la Segunda División de Costa Rica. Debutando contra la Asociación Deportiva Municipal Turrialba y marcando su primer gol el 22 de enero de 2021, donde terminaría anotando un doblete en el empate contra Aserrí Fútbol Club por la segunda jornada del Torneo Clausura 2021 de Segunda División de Costa Rica

### Jicaral Sercoba[42]
El 21 de septiembre de 2021, el delantero se convierte en nuevo refuerzo de Jicaral bajo el mando del técnico César Eduardo Méndez quien recién asumía el puesto después de la salida de Martín Arriola. Volviendo así a la Primera División de Costa Rica. Debutando el 25 de septiembre de 2021 en la derrota de 1-0 de visita contra Club Sport Herediano por la jornada 13 del Apertura 2021. Dos jornadas más tarde anotaría su primer gol al minuto 81 en la derrota de visita 2-1 ante el Sporting Football Club en el Estadio Ernesto Rohrmoser.

## Selección nacional

### Categorías inferiores
Jairo representó a la Selección Sub-20 de Costa Rica en la fase preliminar eliminatoria hacia el Torneo de la Concacaf 2003. Su país no tuvo éxito y se quedó sin posibilidades de acceder a la competición final.
Disputó el torneo de fútbol de los Juegos Olímpicos de Atenas 2004 con la Selección Sub-23. Vio participación en tres de los cuatro compromisos de su combinado, hasta llegar a la instancia de los cuartos de final, serie en la que se dio la eliminación frente a Argentina.

#### Participaciones en juveniles
| Competición           | Sede   | Resultado        |
| --------------------- | ------ | ---------------- |
| Juegos Olímpicos 2004 | Atenas | Cuartos de final |

### Selección absoluta
El delantero debutó con la selección absoluta el 11 de diciembre de 2011, en un amistoso celebrado en el Estadio Pedro Marrero de La Habana contra el combinado de Cuba. El entrenador Jorge Luis Pinto le dio la oportunidad de mostrarse en el once inicial y el marcador terminó empatado a un gol.
Enfrentó su primera competencia formal en la Copa Centroamericana 2013 que se desarrolló en territorio costarricense. Arrieta debutó con gol el 18 de enero en la victoria 1-0 sobre Belice. Después jugó contra Nicaragua (2-0) y marcó su segundo tanto el 22 de enero ante Guatemala (1-1). Su país fue líder de grupo y superó en la semifinal a El Salvador y en la final a Honduras para proclamarse campeón. El delantero recibió la distinción de máximo anotador.
Posteriormente, fue considerado en dos nóminas de la eliminatoria de Concacaf para la Copa Mundial 2014, donde tuvo acción en el encuentro del 7 de junio de 2013 contra Honduras.
Su siguiente competición se dio en la Copa de Oro de la Concacaf 2013, disputando todos los compromisos de los costarricenses e incluso marcó un tanto ante Cuba el 9 de julio. Su selección quedó eliminada tras perder en cuartos de final frente a los hondureños.

#### Participaciones internacionales
| Competición                     | Sede           | Resultado        |
| ------------------------------- | -------------- | ---------------- |
| Copa Centroamericana 2013       | Costa Rica     | Campeón          |
| Copa de Oro de la Concacaf 2013 | Estados Unidos | Cuartos de final |

## Estadísticas

### Clubes
Actualizado al último partido jugado el 17 de enero de 2022.
| A. D. Guanacasteca Costa Rica |               |               |     |     |   |    |    |     |     |     |
| 1.ª | 2002-03       | 15            | 2   | —   | — | —  | —  | 15  | 2   |     |
| 1.ª | 2003-04       | 39            | 10  | —   | — | —  | —  | 39  | 10  |     |
| Total club | Total club    | 54            | 12  | —   | — | —  | —  | 54  | 12  |     |
| Brujas F. C. Costa Rica |               |               |     |     |   |    |    |     |     |     |
| 1.ª | 2004-05       | 27            | 5   | —   | — | —  | —  | 27  | 5   |     |
| 1.ª | 2005-06       | 26            | 6   | —   | — | —  | —  | 26  | 6   |     |
| Total club | Total club    | 53            | 11  | —   | — | —  | —  | 53  | 11  |     |
| Deportivo Saprissa Costa Rica |               |               |     |     |   |    |    |     |     |     |
| 1.ª | 2006-07       | 29            | 4   | —   | — | 4  | 0  | 33  | 4   |     |
| 1.ª | 2007-08       | 32            | 4   | —   | — | 11 | 4  | 43  | 8   |     |
| 1.ª | 2008-09       | 27            | 10  | —   | — | 4  | 1  | 31  | 11  |     |
| 1.ª | 2009-10       | 25            | 3   | —   | — | 6  | 1  | 31  | 4   |     |
| 1.ª | 2010-11       | 29            | 12  | —   | — | 10 | 3  | 39  | 15  |     |
| 1.ª | 2011-12       | 37            | 15  | —   | — | —  | —  | 37  | 15  |     |
| Total club | Total club    | 179           | 48  | —   | — | 35 | 9  | 214 | 57  |     |
| Columbus Crew S. C. Estados Unidos |               |               |     |     |   |    |    |     |     |     |
| 1.ª | 2012          | 18            | 9   | —   | — | —  | —  | 18  | 9   |     |
| 1.ª | 2013          | 26            | 3   | 0   | 0 | —  | —  | 26  | 3   |     |
| 1.ª | 2014          | 25            | 5   | 2   | 2 | —  | —  | 27  | 7   |     |
| Total club | Total club    | 69            | 17  | 2   | 2 | —  | —  | 71  | 19  |     |
| D. C. United Estados Unidos |               |               |     |     |   |    |    |     |     |     |
| 1.ª | 2015          | 28            | 5   | 2   | 1 | 6  | 2  | 36  | 8   |     |
| Total club | Total club    | 28            | 5   | 2   | 1 | 6  | 2  | 36  | 8   |     |
| New York Cosmos Estados Unidos |               |               |     |     |   |    |    |     |     |     |
| 2.ª | 2016          | 28            | 7   | 3   | 0 | —  | —  | 31  | 7   |     |
| Total club | Total club    | 28            | 7   | 3   | 0 | —  | —  | 31  | 7   |     |
| C. S. Herediano Costa Rica |               |               |     |     |   |    |    |     |     |     |
| 1.ª | 2016-17       | 26            | 15  | —   | — | —  | —  | 26  | 15  |     |
| 1.ª | 2017-18       | 43            | 9   | —   | — | 2  | 2  | 45  | 11  |     |
| 1.ª | 2018-19       | 4             | 0   | —   | — | 2  | 0  | 6   | 0   |     |
| Total club | Total club    | 73            | 24  | —   | — | 4  | 2  | 77  | 26  |     |
| Deportivo Saprissa Costa Rica |               |               |     |     |   |    |    |     |     |     |
| 1.ª | 2018-19       | 35            | 8   | —   | — | 1  | 0  | 36  | 8   |     |
| Total club | Total club    | 35            | 8   | —   | — | 1  | 0  | 36  | 8   |     |
| A. D. San Carlos Costa Rica |               |               |     |     |   |    |    |     |     |     |
| 1.ª | 2019-20       | 22            | 6   | —   | — | 3  | 0  | 25  | 6   |     |
| Total club | Total club    | 22            | 6   | —   | — | 3  | 0  | 25  | 6   |     |
| Club Deportivo Naranjeros Escuintla Guatemala |               |               |     |     |   |    |    |     |     |     |
| 1.ª | Clausura 2020 | 12            | 5   | —   | — | 0  | 0  | 12  | 5   |     |
| Total club | Total club    | 12            | 5   | —   | — | 0  | 0  | 12  | 5   |     |
| Fútbol Consultants Costa Rica |               |               |     |     |   |    |    |     |     |     |
| 2.ª | Clausura 2021 | 10            | 6   | —   | — | —  | —  | 10  | 6   |     |
| 2.ª | Apertura 2021 | 6             | 3   | —   | — | —  | —  | 6   | 3   |     |
| Total club | Total club    | 16            | 9   | —   | — | —  | —  | 16  | 9   |     |
| Jicaral Sercoba Costa Rica |               |               |     |     |   |    |    |     |     |     |
| 1.ª | Apertura 2021 | 6             | 1   | —   | — | —  | —  | 6   | 1   |     |
| 1.ª | Clausura 2022 | 0             | 0   | —   | — | —  | —  | 0   | 0   |     |
| Total club | Total club    | 6             | 1   | —   | — | —  | —  | 6   | 1   |     |
| Total carrera | Total carrera | Total carrera | 575 | 153 | 7 | 3  | 49 | 13  | 621 | 169 |
| (1) Incluye datos de la U. S. Open Cup (2013-16). (2) Incluye datos de la Copa Interclubes de la Uncaf (2006-07) / Copa de Campeones de la Concacaf (2008) / Liga de Campeones de la Concacaf (2008-19) / Liga Concacaf (2018). (3) No incluye goles en partidos amistosos. |               |               |     |     |   |    |    |     |     |     |

### Selección
Actualizado al último partido jugado el 25 de enero de 2014.
| Costa Rica |                 |   |   |   |   |   |    |    |   |
| 2011 | —               | — | — | — | 2 | 0 | 2  | 0  |   |
| 2012 | —               | — | — | — | 2 | 0 | 2  | 0  |   |
| 2013 | 9               | 3 | 1 | 0 | 1 | 1 | 11 | 4  |   |
| 2014 | —               | — | — | — | 1 | 0 | 1  | 0  |   |
| Total selección | Total selección | 9 | 3 | 1 | 0 | 6 | 1  | 16 | 4 |
| (1) Incluye datos de la Copa Centroamericana (2013) / Copa Oro de la Concacaf (2013). (2) Incluye datos de la Eliminatoria de Concacaf para la Copa Mundial (2013). |                 |   |   |   |   |   |    |    |   |

### Goles internacionales
| Gol | Fecha               | Sede                                     | Oponente  | Marcador | Resultado | Competencia                     |
| --- | ------------------- | ---------------------------------------- | --------- | -------- | --------- | ------------------------------- |
| 1.  | 18 de enero de 2013 | Estadio Nacional, San José, Costa Rica   | Belice    | 1-0      | 1-0       | Copa Centroamericana 2013       |
| 2.  | 22 de enero de 2013 | Estadio Nacional, San José, Costa Rica   | Guatemala | 1-0      | 1-1       | Copa Centroamericana 2013       |
| 3.  | 28 de mayo de 2013  | Commonwealth Stadium, Edmonton, Canadá   | Canadá    | 0-1      | 0-1       | Amistoso internacional          |
| 4.  | 9 de julio de 2013  | Jeld-Wen Field, Portland, Estados Unidos | Cuba      | 2-0      | 3-0       | Copa de Oro de la Concacaf 2013 |

## Palmarés

### Títulos nacionales
| Título                         | Equipo             | País           | Año  |
| ------------------------------ | ------------------ | -------------- | ---- |
| Primera División de Costa Rica | Deportivo Saprissa | Costa Rica     | 2007 |
| Primera División de Costa Rica | Deportivo Saprissa | Costa Rica     | 2007 |
| Primera División de Costa Rica | Deportivo Saprissa | Costa Rica     | 2008 |
| Primera División de Costa Rica | Deportivo Saprissa | Costa Rica     | 2008 |
| Primera División de Costa Rica | Deportivo Saprissa | Costa Rica     | 2010 |
| Soccer Bowl                    | New York Cosmos    | Estados Unidos | 2016 |
| Primera División de Costa Rica | C. S. Herediano    | Costa Rica     | 2017 |

### Títulos internacionales
| Título               | Equipo                  | Sede       | Año  |
| -------------------- | ----------------------- | ---------- | ---- |
| Copa Centroamericana | Selección de Costa Rica | Costa Rica | 2013 |

### Distinciones individuales
| Distinción                                      | Año  |
| ----------------------------------------------- | ---- |
| Máximo Goleador de la Copa Centroamericana 2013 | 2013 |